# جوزيف غيرتنر
جوزيف غيرتنر (1732-1791) (بالإنجليزية: Joseph Gaertner)‏ هو عالم نبات ألماني. وهو والد عالم النبات كارل فريدريش فون غيرتنر.